# 簡短圓菊珊瑚
簡短圓菊珊瑚（学名：Montastrea curta）为菊珊瑚科圓菊珊瑚屬下的一个种。